# Casque de soudure

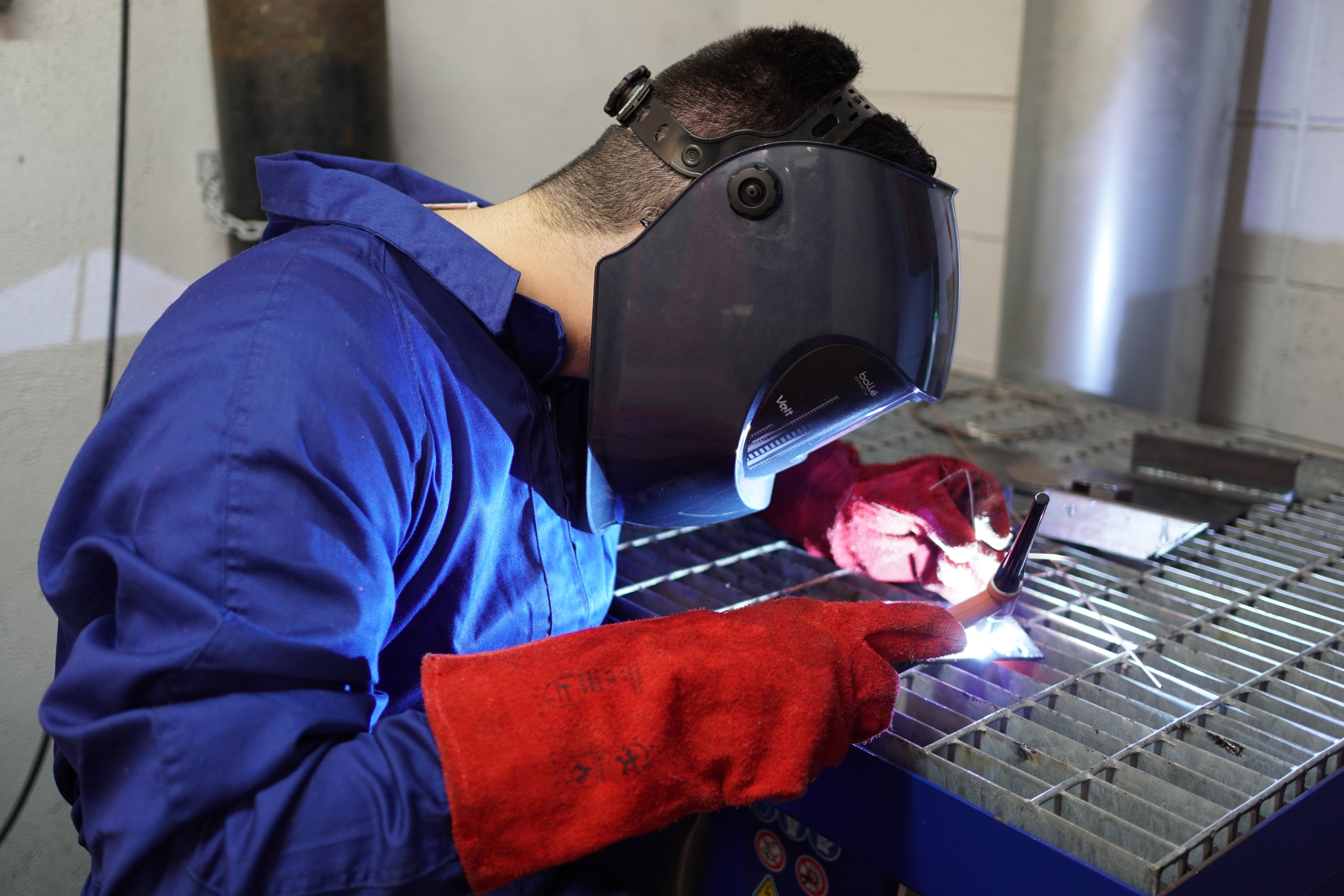
Un casque de soudure en cours d'utilisation.

Un casque (ou masque ou encore cagoule) de soudure est un type d'équipement de protection individuelle utilisé pour effectuer certains types de soudure afin de protéger les yeux, le visage et le cou des brûlures soudaines, des projections incandescentes, de la lumière infrarouge et ultraviolette et de la chaleur intense. Le casque de soudage moderne utilisé aujourd'hui a été introduit pour la première fois en 1937 par Willson Products.
Les casques de soudure sont le plus souvent utilisés dans les procédés de  soudage à l'arc tels que le soudage à l'arc à l'électrode enrobée, le soudage TIG et le soudage MIG-MAG. Ils sont nécessaires pour prévenir les brûlures oculaires, une affection douloureuse de l'inflammation de la cornée. Les casques de soudure préviennent également des brûlures de la rétine, qui peuvent entraîner une perte progressive de vision. Ces deux conditions sont causées par une exposition non protégée aux rayons infrarouges et ultraviolets hautement concentrés émis par l’arc de soudage. Les émissions ultraviolettes de l'arc de soudage peuvent également endommager la peau découverte, provoquant un état semblable à un coup de soleil au cours d'une période de soudage relativement courte. Outre les rayonnements, les gaz ou les éclaboussures peuvent également constituer un danger pour la peau et les yeux.
La plupart des casques de soudage comprennent une fenêtre (visière) recouverte d'un filtre, à travers lequel le soudeur peut voir son travail. La fenêtre peut être constituée de verre teinté (parfois appelé verre fumé), de plastique teinté ou d'un filtre à opacité variable constitué d'une paire de filtres polarisés croisés enfermant un cristal liquide commandé électriquement. Différentes teintes de lentilles sont nécessaires pour différents procédés de soudage. Par exemple, le soudage MIG-MAG et TIG sont des processus de faible intensité, donc une teinte de lentille plus claire sera préférée par rapport à un soudage à l'arc à l'électrode enrobée (à même intensité de courant).
Aux États-Unis, les exigences de l'OSHA pour les casques de soudure sont dérivées de normes telles que ANSI Z49.1, Sécurité lors du soudage et du découpage, section 7 (Protection du personnel) et ANSI Z89.1 (Exigences de sécurité pour la protection de la tête industrielle).
La teinte de lentille appropriée dépend de la valeur nominale actuelle de la soudure. Aux États-Unis, l'OSHA recommande les numéros de teinte DIN comme indiqué dans le tableau suivant :
| Courant de soudure (Ampères) | Numéro de teinte (DIN) |
| ---------------------------- | ---------------------- |
| 50-60                        | 10                     |
| 60-160                       | 11                     |
| 160-200                      | 12                     |
| 200-240                      | 13                     |
| > 240                        | 14                     |

L'édition de 1967 de l'ANSI Z49.1.7.2.2.10 précise que « toutes les lentilles et plaques filtrantes doivent satisfaire au test de transmission de l'énergie radiante prescrit au paragraphe 6.3.4.6 du Code de sécurité pour la protection de la tête, des yeux et des voies respiratoires, norme américaine Z2. .1-1959. »
Depuis 2023, le site Web de l'OSHA fournit des normes pour les teintes de protection minimales en vertu de la norme 1910.133 ( Protection des yeux et du visage ), section (a)(5), et indique : 

« En règle générale, commencez par une teinte trop foncée. pour voir la zone de soudure. Ensuite, passez à une teinte plus claire qui donne une vue suffisante de la zone de soudure sans descendre en dessous du minimum. Dans le soudage ou le coupage au gaz oxycoupage où la torche produit une lumière jaune élevée, il est souhaitable d'utiliser une lentille filtrante qui absorbe la raie jaune ou sodium dans la lumière visible de l'opération (spectrale). »

## Sécurité
Tous les casques de soudage sont susceptibles de subir des dommages tels que des fissures qui peuvent compromettre la protection contre les rayons ultraviolets et infrarouges. En plus de protéger les yeux, le casque protège le visage des étincelles de métal chaud générées par l'arc et des dommages causés par les UV. Lors du soudage aérien, une calotte en cuir et un couvre-épaule sont utilisés pour éviter les brûlures à la tête et aux épaules.

## Lunettes de soudure

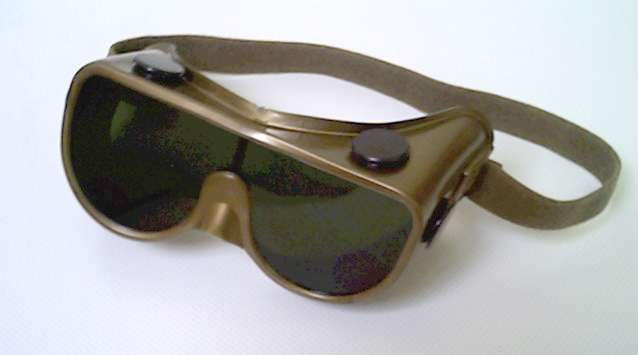
Lunettes de soudage oxyacétylénique

Les lunettes de soudage sont des lunettes de protection dotées de verres teintés, destinées à protéger les yeux de la lumière vive produite par le soudage oxyacétylénique et les processus connexes, ainsi que des étincelles et des débris. Les arcs électriques ouverts (créés par d'autres procédés tels que le TIG ou l'arc-enrobé) génèrent des quantités beaucoup plus élevées de lumière et de rayonnement UV, nécessitant la protection de l'ensemble du visage ; de plus, la plupart des lunettes de soudage n'ont pas une teinte suffisamment foncée pour le soudage à l'arc.

## Filtres à obscurcissement automatique

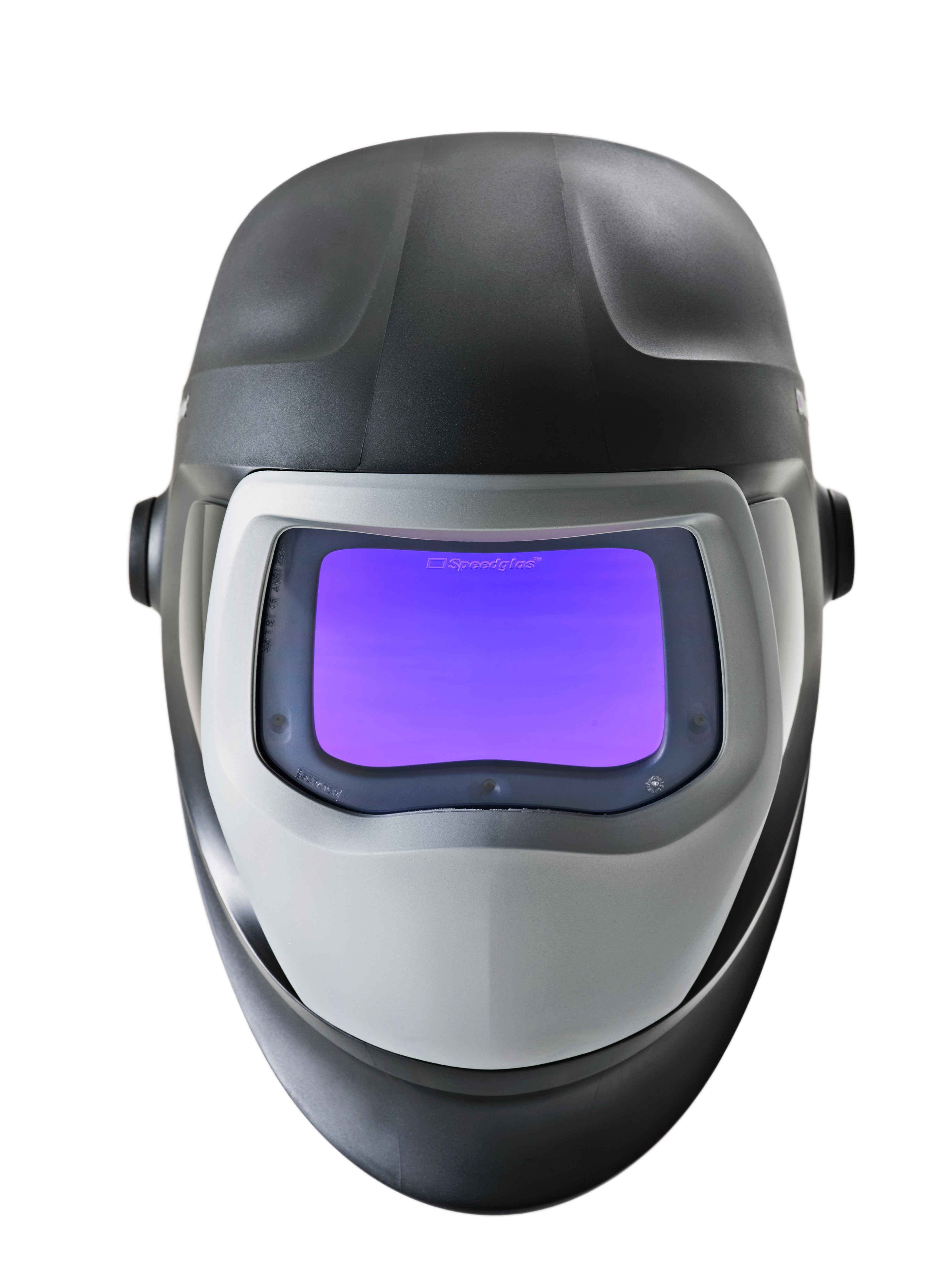
Un casque de soudure à teinte automatique et réglable.

En 1981, le fabricant suédois Hornell International (maintenant propriété de 3M) a introduit un obturateur électronique LCD qui s'assombrit automatiquement lorsque les capteurs détectent la lumière émise par l'arc de soudage.
Avec ces casques électroniques à obscurcissement automatique, le soudeur n'a plus besoin de se préparer à souder puis de hocher la tête pour abaisser le casque sur son visage. L'avantage est que le soudeur n'a pas besoin d'ajuster manuellement la position du casque de soudage, ce qui non seulement permet de gagner du temps mais réduit également le risque d'exposition à la lumière nocive générée par le processus de soudage.

## Normes ANSI
Aux États-Unis, la norme industrielle pour les casques de soudure est ANSI Z87.1+, qui spécifie les performances d'une grande variété de dispositifs de protection oculaire. La norme exige que les casques à obscurcissement automatique offrent une protection complète contre les UV et les IR, même lorsqu'ils ne sont pas assombris. La norme est (en) voluntary, ce qui veut dire que les acheteurs doivent confirmer que le casque est conforme à la norme ANSI Z87.1 (indiqué par un étiquetage approprié).

## Nuances
Selon ANSI Z87.1-2003, les « numéros de nuances » ((en)Dark Shade Number) sont dérivés comme tels :
Numéro de teinte, {\displaystyle S}, est lié à la transmission lumineuse {\displaystyle T_{L}} (exprimé en fraction et non en pourcentage) par l'équation : {\displaystyle S={\dfrac {7}{3}}log_{10}{\dfrac {1}{T_{L}}}+1} 
{\displaystyle T_{L}} est défini, en accord avec le CIE, avec l'illuminant A (c'est-à-dire un point de référence pour l'éclairage à incandescence domestique typique) et à l'observateur colorimétrique standard : CIE 1931.
Les nuances réelles spécifiées par l'ANSI ne sont pas des nombres spécifiques, mais des plages ; chacun a une valeur de transmission maximale, minimale et nominale désignée. De plus, les valeurs de transmission acceptables pour l'ultraviolet lointain (longueur d'onde entre 122 et 200 nanomètres) sont bien inférieures à celles de la lumière de l'illuminant A (« doivent être inférieures à un dixième de la transmission lumineuse minimale autorisée »).

## Casque ventilé
Avec la prise de conscience de la toxicité des fumées de soudures (principalement pour le soudage à l'arc) mais aussi des risques d'anoxie (utilisation de gaz de protection inerte ou actif, TIG, MIG-MAG, etc.), les travailleurs et les fabricants équipent certains casques de soudure d'une ventilation électrique intégrée. La solution de l'adaptation du poste de travail (cabine de soudure ventilée) n'est pas réalisable dans le cadre de tous les travaux (chantier, maintenance, etc.), et l'utilisation d'un appareil respiratoire isolant, restant obligatoire dans les environnements confinés (exemple cuve ou bassin non ventilé) ou fortement saturés, cette dernière reste lourde et onéreuse.
Un casque ventilé est une alternative. Souvent constitué d'une prise d'air « propre » dans le dos du soudeur, d'une petite pompe à air électrique (sur batterie ou filaire) et d'un conduit d'acheminement vers le casque proprement dit. Certains soudeurs, n'ayant pas les moyens ou l'envie d'acquérir des casques ventilés du marché, bricolent eux-mêmes un système équivalent. Un système minimal pouvant être : une simple pompe d'aquarium fixée à la ceinture et une durite en plastique souple reliant la pompe et le casque.

## Poids du casque
Le poids du casque de soudure, peut entrainer, s'il est excessif et/ou utilisé sur de longue durée, une fatigue du cou (voir cervicalgie). C'est une des caractéristiques souvent oubliées par les néophytes ou les non-professionnels.